# Riehlpark

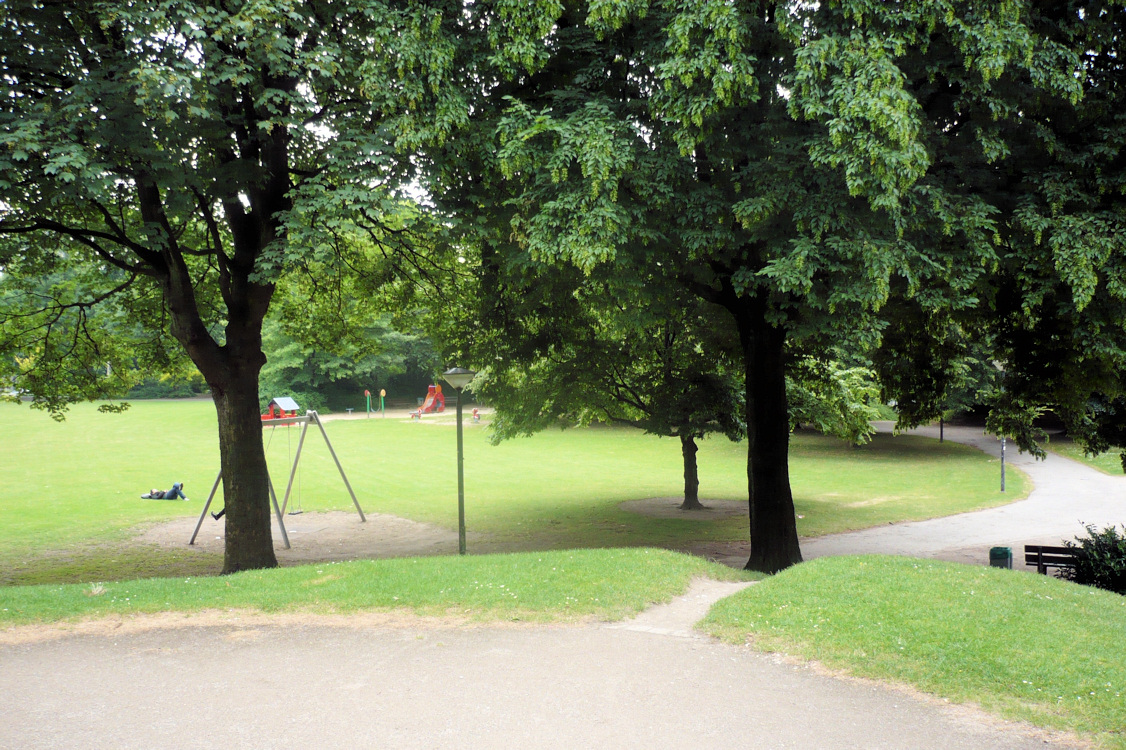
Riehlpark, 2009

Der Riehlpark ist eine zentrale Parkanlage im Essener Stadtteil Frohnhausen. Namensgebend ist der Journalist, Novellist und Kulturhistoriker Wilhelm Heinrich Riehl.

## Charakter
Der nördlich der Frohnhauser Straße angrenzende, rund 1,6 Hektar große Park zählt zu den zahlreichen Grünanlagen im dicht besiedelten Essener Westen. Er besitzt alten Baumbestand und Rasenflächen sowie im südwestlichen Bereich einen Kinderspielplatz und einen kleinen Skaterpark.

## Geschichte
Einst floss der Beerenbach (genannt Bärendelle), der beim Frohnhauser Platz seine Quelle hatte, entlang der Sybelstraße weiter durch das Gebiet des heutigen Riehlparks in den benachbarten heutigen Stadtteil Altendorf. Ursprünglich befand sich auf dem Areal des Riehlparks der 1332 gegründete landwirtschaftliche Potthoff (andere Schreibweisen: Pothof oder Potthof), zuvor Brendeken. Ab etwa 1870 gab es hier die Gastwirtschaft Pothoff im Loch mit wichtigstem Veranstaltungssaal im Ort. Dieser wechselte Ende der 1930er Jahre, zur Zeit des Nationalsozialismus, den Besitzer und wurde von der Frohnhauser Ortsgruppe der NSDAP genutzt. Ebenso stand auf dem Gelände des heutigen Riehlparks das Wohnhaus des Bürgermeisters Wilhelm Kerckhoff der Bürgermeisterei Altendorf, zu der Frohnhausen bis zur Eingemeindung zur Stadt Essen im Jahr 1901 gehörte.
Der Riehlpark wurde nach den umfangreichen Zerstörungen im Zweiten Weltkrieg als Grünanlage zur Erholung für die Arbeiterschaft der Fried. Krupp AG angelegt, da viele Anwohner in den nahen kruppschen Betrieben arbeiteten.